# FC Lada Togliatti
FC Lada Togliatti är en fotbollsklubb i Toljatti (Togliatti) i Ryssland.

## Historia
Klubben bildades 1970 på VAZ-bilföretaget under namnet Torpedo. Laget spelade i det dåvarande Sovjetunionens andradivision till statens upplösning. 1988 ändrades namnet efter VAZ bil Lada.
1992 tog klubben steget upp i Rysslands förstadivision och spelade i den ryska toppdivisionen 1994 och 1996, i förstadivisionen 1992–1993, 1995, 1997–1998, 2000–2003 och 2006, i andradivisionen 1999 och 2004–2005. Båda åren i toppdivisionen var mindre framgångsrika, och laget slutade sist. Laget gick dock till semifinal i den ryska cupen säsongen 2002/2003. Man missade dock elitlicensen för förstadivisionen och flyttades ner till andradivisionen 2007.

## Berömda tidigare spelare
- Maksim Buznikin
- Maksim Demenko
- Aleksej Bacharev
- Maksim Sjatskich
- Aleksandr Belozjorov
- Jevgenij Charlatjjov